# ジョン・ギブ
ジョン・ギブ（John Gibb、1831年4月2日 - 1909年9月10日）は、スコットランド生まれで 1876年に妻子とニュージーランドへ移住した画家である。ニュージーランドの海岸の風景や海洋画で知られている。

## 略歴
グラスゴーに近いカンバーノールドで生まれた。子供のころから絵を描くのが好きで、家族も美術の道に進むのを応援した。1849年までグリーノックのジョン・マッケンジー(John McKenzie)という画家のスタジオで学んだ。1852年に結婚するが、最初の妻は1555年の出産の時に亡くなり、1857年にいとこの女性と再婚した。
スコットランドで活動していた時代は、クライド川やクライド湾の風景を描き、1861年から王立スコットランド・アカデミーの展覧会に出展を始め、アーガイル・アンド・ビュートのInnellanという村に住んだ。1865年ころ、イングランドのノーサンバーランドで暮らしたこともあったが、1868年までにInnellanに戻り、この頃はより進歩的な王立グラスゴー美術協会(Royal Glasgow Institute of the Fine Arts)の展覧会に出展するようになっていた。
1873年に7人の子供のうちの3人が猩紅熱で亡くなるという出来事があって、1876年に妻と4人の息子とともにニュージーランドへ移住した。1876年9月にカンタベリーに到着し、クライストチャーチに土地と家を買い、3か月後には絵を教えるためにスタジオを開き、美術教師としても働き始めた。
ギブの風景画制作のスタイルは、風景をスケッチしてスタジオで丁寧に仕上げるといったアカデミックなスタイルで、後に熱心に写真家としても活動し、絵を描くための参考にもした。
ニュージーランドの南島の風景を描き、クライストチャーチには当時美術協会が無かったので、オタゴ美術協会展(Otago Society of Art Exhibitions)に作品を出展した。1880年に創立されたカンタベリー美術協会(Canterbury Society of Arts)の創立メンバーとなり、クライストチャーチで開かれるこの協会の展覧会に亡くなるまで出展した。1880年代の初めからオークランドやウェリントンの展覧会にも作品を出展し、ニュージーランドの重要な海洋画家と評価されるようになった。
1880年ころ、オーストラリアに移り活動し、シドニーのニューサウスウェールズ美術協会(Art Society of New South Wales)の会員になった。1892年までに家族はニュージーランドに戻り、クライストチャーチで亡くなった。
息子の一人のWilliam Menzies Gibb(1859–1931)も画家になった。

## 作品

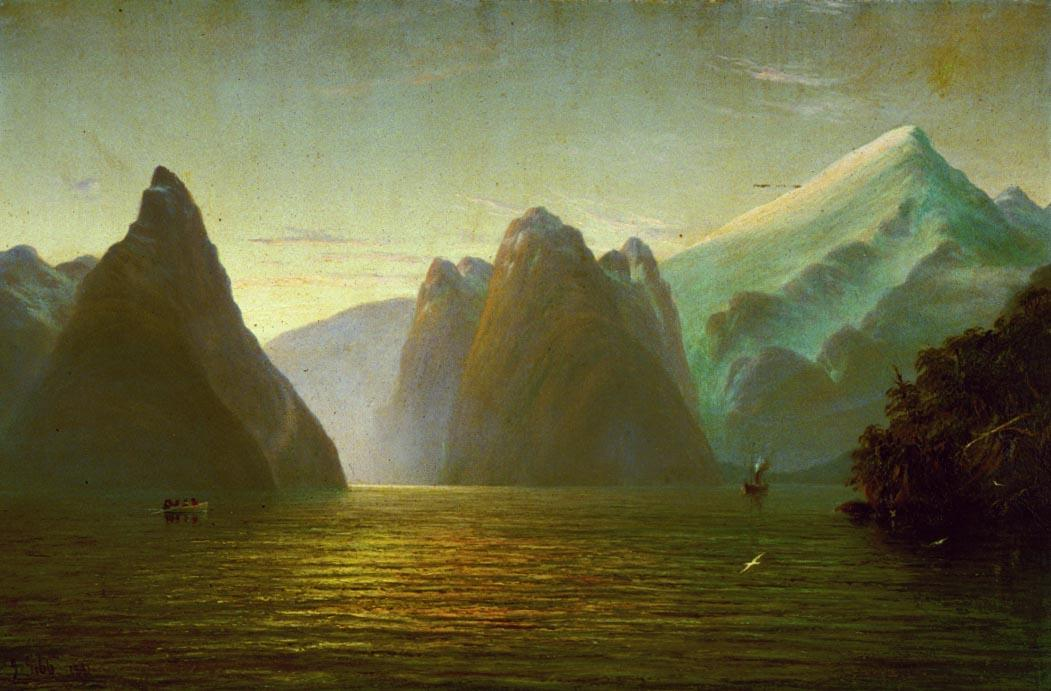
ミルフォード・サウンドの夕暮れ　(1881) Sarjeant Gallery
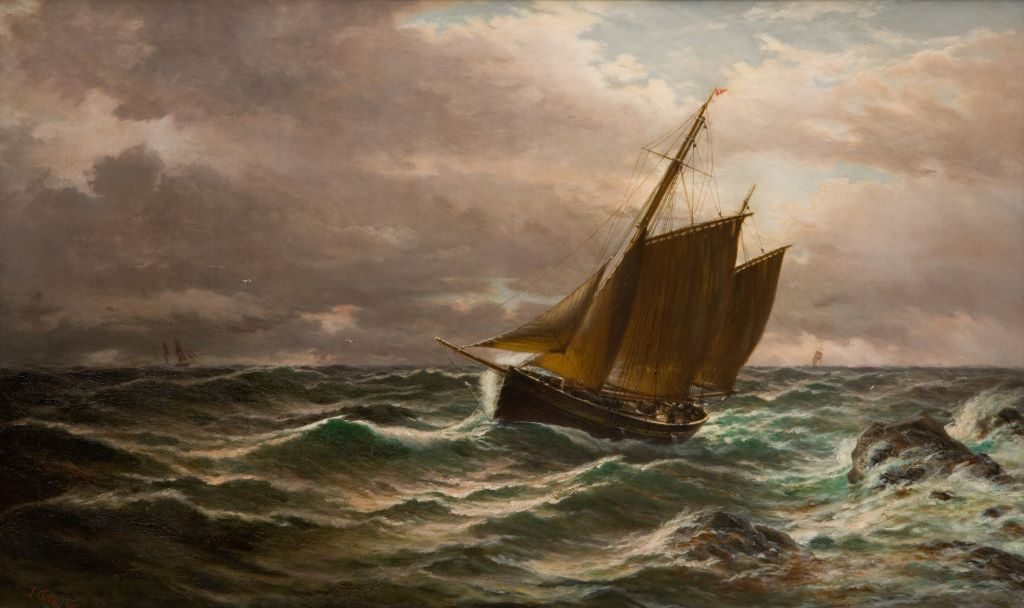
Will she weather it?  (1881) オークランド美術館
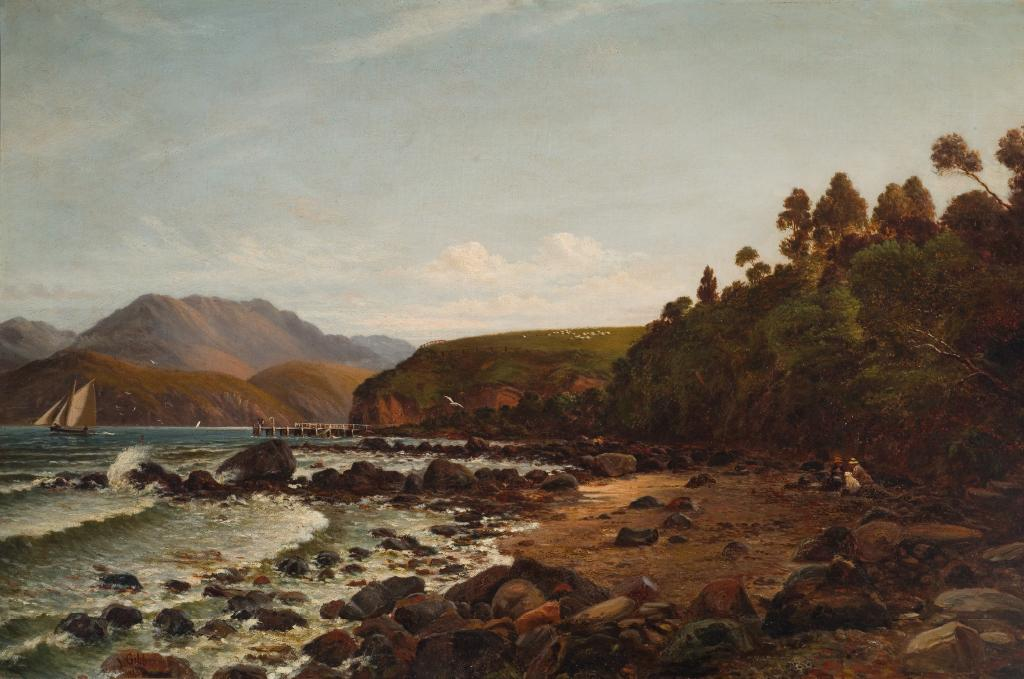
ガバナーズ湾の引き潮 (1883) オークランド美術館